# Discografia lui Ionel Banu
Discografia violonistului Ionel Banu cuprinde aparițiile sale discografice (discuri de gramofon, de vinil, benzi de magnetofon, CD-uri), care conțin înregistrări realizate la Radio România și la casa de discuri Electrecord.

## Discuri Electrecord
| An   | Număr de catalog                 | Format                   | Piese | Acompaniament                                       |
| 1957 | EPA 2350                         | shellac, 25 cm, 78 RPM   | Brâul oltenesc Doina Oltului | Orchestra Electrecord, dirijor Ionel Budișteanu     |
| 1957 | EPA 2351                         | shellac, 25 cm, 78 RPM   | Cântec din Pitești Hora rudărenilor | Orchestra Electrecord, dirijor Ionel Budișteanu     |
| 1957 | EPA 2352                         | shellac, 25 cm, 78 RPM   | Geamparalele bulgărești | Orchestra Electrecord, dirijor Ionel Budișteanu     |
| 1967 | EPC 879                          | vinil, 17 cm, 33 ⅓ RPM   | 1. Joc de doi de la Toracul Mare 2. Joc de doi de la Becicherecul Mic 3. Învârtita lui Lucică 4. Brâul lui Luca | orchestră populară în duet cu Stan Simion Bănățeanu |
| 1979 | EPE 01796 Muzică de café-concert | vinil, LP, 30 cm, 33 RPM | 1. Tarantellina (G. Robichon) 2. Ai-ai-ai (Peretz) 3. Valsa un pescăruș (Ionel Banu) 4. Dans țărănesc (Constantin Dimitrescu) 5. Ceardaș (Vittorio Monti) 6. Pentru tine (Georges Boulanger) 7. Căruța poștei (Grigoraș Dinicu) 8. Valsul florilor (Paul Ochialbi) 9. Doina Oltului (popular) 10. Horă românească concertantă (D. Sprînceană) 11. Pavilionul albastru (Jose Armandole) 12. Marișca (Franz Lehár) | orchestră, dirijor, vioară : Ionel Banu             |
| 1996 | EDC 187 Café Concert             | compact disc             | 11. Valsa un pescăruș (Ionel Banu) 20. Ceardaș (Vittorio Monti) | orchestră, dirijor, vioară : Ionel Banu             |

## Înregistrări Radio România
| Anul înreg. | Format          | Piese                           | Acompaniament                     | Note              |
| 1957        | bandă magnetică | Căruța poștei                   | O.M.P.R.                          | solo vioară       |
| 1957        | bandă magnetică | Destăinuire (romanță)           | O.M.P.R.                          | solo vioară       |
| 1957        | bandă magnetică | Horă de concert de Boulanger    | O.M.P.R.                          | solo vioară       |
| 1957        | bandă magnetică | Spune, spune, moș bătrân        | O.M.P.R.                          | solo vioară       |
| 1969        | bandă magnetică | Ceardaș (Vittorio Monti)        | O.M.P.R., dirijor Florian Economu | solo vioară       |
| 1970        | bandă magnetică | Brâu bătrânesc din Prahova      | O.M.P.R., dirijor Victor Predescu | solo vioară       |
| indisp.     | bandă magnetică | Ciocârlia                       | O.M.P.R., dirijor Ionel Banu      | piesă orchestrală |
| indisp.     | bandă magnetică | Învârtită rară din Jina         | O.M.P.R., dirijor Ionel Banu      | piesă orchestrală |
| indisp.     | bandă magnetică | Sârbă de concert (Ialomițeanca) | O.M.P.R., dirijor Ionel Banu      | piesă orchestrală |